# 긴가라지

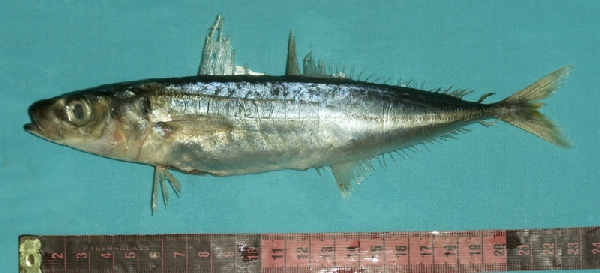

긴가라지는 전갱이과의 물고기이다. 눈은 크며 미약하게 기름눈꺼풀이 있다. 수컷의 몸길이는 35cm이다.